# Vaudreville
Vaudreville és un municipi francès situat al departament de la Manche i a la regió de Normandia. L'any 2007 tenia 80 habitants.

## Demografia

### Població
El 2007 la població de fet de Vaudreville era de 80 persones. Hi havia 28 famílies de les quals 12 eren parelles sense fills i 16 parelles amb fills.
La població ha evolucionat segons el següent gràfic:
Habitants censats

### Habitatges
El 2007 hi havia 37 habitatges, 29 eren l'habitatge principal de la família, 7 eren segones residències i 1 estava desocupat. Tots els 37 habitatges eren cases. Dels 29 habitatges principals, 24 estaven ocupats pels seus propietaris i 5 estaven llogats i ocupats pels llogaters; 1 tenia dues cambres, 3 en tenien tres, 3 en tenien quatre i 22 en tenien cinc o més. 26 habitatges disposaven pel capbaix d'una plaça de pàrquing. A 11 habitatges hi havia un automòbil i a 14 n'hi havia dos o més.

### Piràmide de població
La piràmide de població per edats i sexe el 2009 era:
| Homes | Edats   | Dones |
| ----- | ------- | ----- |
| 0     | 95 o +  | 0     |
| 0     | 90 a 94 | 0     |
| 0     | 85 a 89 | 0     |
| 0     | 80 a 84 | 0     |
| 0     | 75 a 79 | 0     |
| 0     | 70 a 74 | 4     |
| 4     | 65 a 69 | 0     |
| 0     | 60 a 64 | 4     |
| 4     | 55 a 59 | 0     |
| 0     | 50 a 54 | 0     |
| 4     | 45 a 49 | 0     |
| 4     | 40 a 44 | 8     |
| 4     | 35 a 39 | 4     |
| 4     | 30 a 34 | 0     |
| 0     | 25 a 29 | 4     |
| 0     | 20 a 24 | 0     |
| 12    | 15 a 19 | 4     |
| 4     | 10 a 14 | 4     |
| 0     | 5 a 9   | 4     |
| 0     | 0 a 4   | 8     |

## Economia
El 2007 la població en edat de treballar era de 50 persones, 39 eren actives i 11 eren inactives. De les 39 persones actives 36 estaven ocupades (22 homes i 14 dones) i 3 estaven aturades (2 homes i 1 dona). De les 11 persones inactives 1 estava jubilada, 5 estaven estudiant i 5 estaven classificades com a «altres inactius».
Activitats econòmiques
L'únic establiment que hi havia el 2007 era d'una empresa de construcció.
L'únic servei als particulars que hi havia el 2009 era una lampisteria.
L'any 2000 a Vaudreville hi havia 10 explotacions agrícoles que ocupaven un total de 329 hectàrees.

## Poblacions més properes
El següent diagrama mostra les poblacions més properes.